# Caldera (empresa)
Caldera foi uma empresa de software com sede nos EUA fundada em 1994 para desenvolver produtos de sistemas operativos baseados em Linux e DOS.

## História
Caldera, Inc. foi uma empresa de software financiada pela Canopy fundada em outubro de 1994 e incorporada em janeiro de 1995 pelos ex-funcionários da Novell Bryan Wayne Sparks, Ransom H. Love e outros para desenvolver o Caldera Network Desktop (CND) e posteriormente criar uma distribuição Linux chamada OpenLinux (COL). A empresa foi originalmente baseada em Provo e mais tarde em Orem, Utah, EUA. 
O seu primeiro produto em 1995 foi o Caldera Network Desktop, baseado no Red Hat Linux e no Novell Corsair Internet Desktop. Também incluía o LISA (Linux Installation and System Administration), desenvolvido pela "Linux Support Team" (LST) para a sua própria distribuição Linux.
A distribuição mais nova do OpenLinux foi baseada no LST Power Linux, uma distribuição derivada do Slackwareque tinha sido mantida pelo LST desde 1993. e a primeira a vir com um kernel Linux 2.0.
Procurando por um sistema operacional DOS para agrupar com sua distribuição OpenLinux, A Caldera, apoiada pelo The Canopy Group como seu maior investidor, adquiriu o Novell DOS 7 e outros ativos de Digital Research da Novell em 23 de julho de 1996. O negócio consistiu em um pagamento direto de US$400.000,bem como royalties percentuais para quaisquer receitas derivadas da DR-DOS para a Novell. Caldera entrou com o processo antitruste Caldera v. Microsoft no mesmo dia. Este processo era relacionado com as reivindicações de monopolização da Caldera, venda ilegal, negociação exclusiva, e interferência tortuosa da Microsoft. Um exemplo foi que certas versões beta do Windows 3.1 produziram mensagens de erro falsas "não fatais" tecnicamente infundadas ao instalá-lo e executá-lo no DR DOS 6.0, devido a uma verificação conhecida como código AARD, de modo a criar medo, incerteza e dúvida (FUD) e destruir a reputação do DR DOS. Outro exemplo foi o agrupamento e a ligação artificial do MS-DOS 7 e do Windows 4 num único produto (Windows 95), de modo a eliminar a concorrência. A Caldera demonstrou mais tarde que teria sido benéfico para os usuários de DOS e Windows ter uma escolha entre MS-DOS e DR-DOS, e era tecnicamente possível executar o Windows 4 no DR-DOS 7 simplesmente fingindo algumas interfaces internas novas, desnecessariamente complexas, mas funcionalmente não essenciais através do WinGlue.
Caldera, Inc. suportou o portal Linux do StarOffice 3.1 da Divisão Star com cerca de 800 000 DM de modo a oferecer o produto com a sua distribuição OpenLinux em 1997.
Em 2 de setembro de 1998, A Caldera anunciou a criação de duas subsidiárias com sede em Utah, Caldera Systems, Inc. e Caldera Thin Clients, Inc., com o objectivo de dividir tarefas e direções.
Sob a liderança de Sparks, a empresa de fachada Caldera, Inc. permaneceu responsável pelo processo Caldera v. Microsoft. Os advogados da Microsoft tentaram repetidamente que o processo fosse arquivado, mas sem sucesso. Em 7 de janeiro de 2000, imediatamente após a conclusão da fase de depoimento prévio ao julgamento (onde as partes listam as provas que pretendem apresentar), a Microsoft resolveu de forma extrajudicial uma soma não revelada.que em 2009 foi revelado ser de US$280.000.000.. A Caldeira deixou de existir logo depois.